# ایلدفون لیما
ایلدفون لیما (انگلیسی: Ildefons Lima؛ زادهٔ ۱۰ دسامبر ۱۹۷۹) بازیکن فوتبال اهل اسپانیا است.
از باشگاه‌هایی که در آن بازی کرده‌است می‌توان به باشگاه فوتبال اسپانیول، باشگاه فوتبال رایو وایکانو، باشگاه فوتبال تریستیانا، باشگاه فوتبال لاس پالماس، باشگاه فوتبال پاچوکا، و باشگاه فوتبال سانتا کولوما اشاره کرد.
وی همچنین در تیم ملی فوتبال آندورا بازی کرده‌است.